# Théâtre de la Place des Martyrs
El Théâtre de la Place des Martyrs és una sala d'espectacles de Brussel·les situada a la plaça des Martyrs. El teatre, construït sobre l'emplaçament del vell cinema Etoile, que va ser destruït per un incendi, fou inaugurat l'any 1998. És el primer teatre edificat per la Commission Communautaire Française (Cocof) de la Regió de Brussel·les-Capital. Des de la seva inauguració fins al 2015, el seu director artístic va ser Daniel Scahaise. El va succeir Philippe Sireuil. Tres companyies hi estan associades: el Théâtre en Liberté, la companyia Biloxi 48 i La Servante.
El teatre, dissenyat per l'estudi d'arquitectura A2RC, de Brigitte D'Helft i Michel Verliedfen, està decorat amb obres de tres artistes belgues contemporanis: en el vestíbul d'entrada hi ha un fresc monumental de Pierre Alechinsky, el foyer hi ha una escultura de Félix Roulin i el teló de l'escenari, pintat per Alexandre Obolensky. Disposa de dues ales: La sala gran amb capacitat per a 366 seients i la sala petita (L'Atelier) amb una capacitat variable que va des de les 80 a les 120 places.